# Cremnocryptus montanus
Cremnocryptus montanus là một loài tò vò trong họ Ichneumonidae.